# Letkés–ipolyszalkai Ipoly-híd
A Letkés–ipolyszalkai Ipoly-híd  közúti híd az Ipoly felett Magyarország és Szlovákia határán, Letkés és Ipolyszalka (Salka) között.

## Fekvése
Az Ipoly határfolyó felett ível át. Magyarországon Pest vármegyében, a Szobi járásban, Szlovákiában a Nyitrai kerületben, az Érsekújvári járásban helyezkedik el.

## Története
A második világháború után az Ipoly alsó folyása feletti határhidak közül csak ezt építették újjá 1954-ben, de rövid használat után lezárták. A szocializmus hátralévő időszakában az Ipoly átjárhatatlan határ volt; csak jóval feljebb, a 2-es főúton Parassapusztánál működött határátkelő. A letkési híd így használaton kívül állt, de 1968-ban, a prágai tavaszt követő bevonulás során a Magyar Néphadsereg csapatai átkeltek rajta.

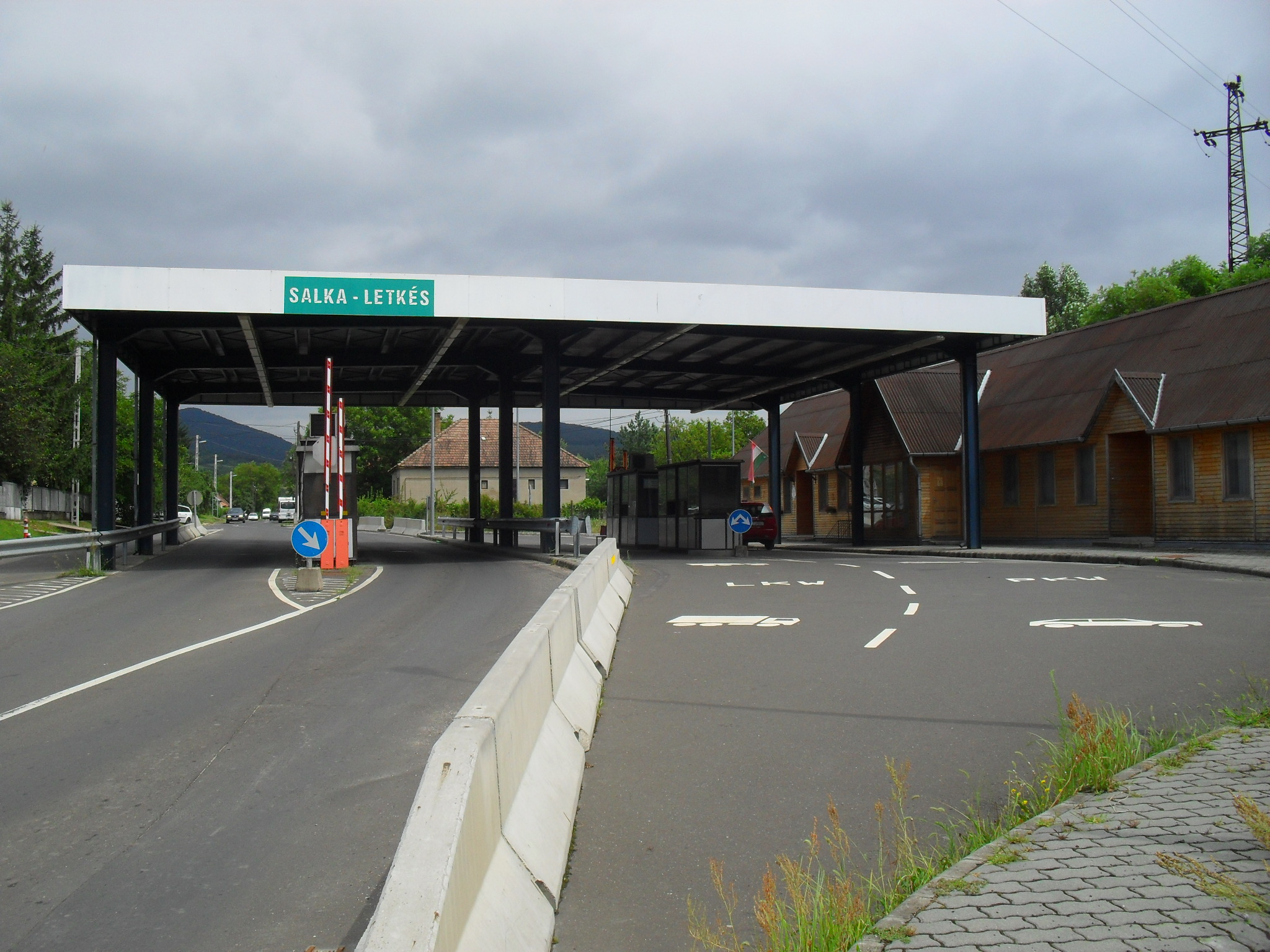
Az egykori határállomás 2010-ben

1987-ben ideiglenes határátkelő nyílt rajta, de az állandó forgalom csak 1994-ben indulhatott meg. Ehhez a magyar oldalon határállomást építettek, mely a schengeni csatlakozás óta üresen áll.